# دومينيك بلودورث
دومينيك بلودورث (بالهولندية: Dominique Janssen) هي لاعبة كرة قدم هولندية، ولدت في 17 يناير 1995 في هورست آن دي ماس في هولندا. شاركت مع منتخب هولندا تحت 17 سنة للسيدات لكرة القدم ومنتخب هولندا لكرة القدم للسيدات. أما مع النوادي، فقد لعبت مع نادي أرسنال للسيدات ونادي فولفسبورغ للسيدات.

## وصلات خارجية
- دومينيك بلودورث على موقع الاتحاد الدولي (مؤرشف)  (الإنجليزية)
- دومينيك بلودورث على موقع الاتحاد الأوربي (الإنجليزية)
- دومينيك بلودورث على موقع قاعدة بيانات كرة القدم.إي يو (الإنجليزية)
- دومينيك بلودورث على موقع Soccerway.com (الإنجليزية)
- دومينيك بلودورث على موقع عالم كرة القدم.نت (الإنجليزية)
- دومينيك بلودورث على موقع اللجنة الأولمبية الدولية (الإنجليزية)
- دومينيك بلودورث على موقع أوليمبيديا (الإنجليزية)
- دومينيك بلودورث على موقع تيم أن.أل (الهولندية)